# Rote Moschee (Berat)

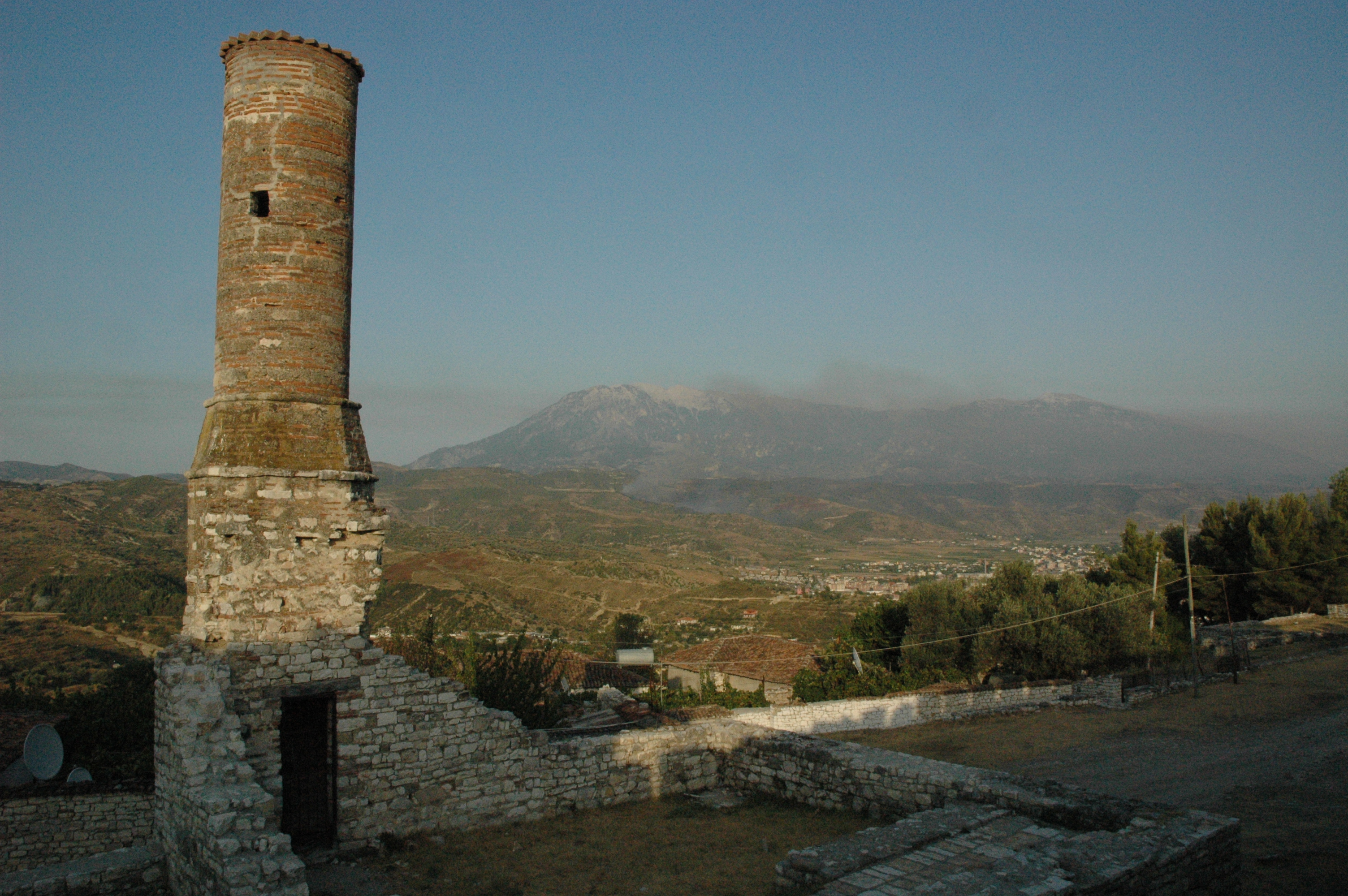
Minarett und Grundmauern der Roten Moschee

Die Rote Moschee (albanisch Xhamia e Kuqe) ist eine zerstörte Moschee in der Stadtburg von Berat im Süden Albaniens.
Die Moschee wurde im 15. Jahrhundert erbaut und zählte zu den ältesten Moscheen des Landes. Sie wurde vermutlich schon kurz nach der Eroberung Berats durch die Osmanen im Jahr 1417 erbaut. Die älteste schriftliche Erwähnung stammt von 1431/32. Die ursprünglichen Namen waren Moschee des Herrschers und Moschee der Eroberung.
Die Moschee steht gleich außerhalb der Zitadelle innerhalb der bewohnten Burg. Die Moschee diente in der Anfangszeit den Soldaten in der Zitadelle. Später entstand unterhalb des Burgberges eine neue osmanische Stadt mit mehreren Moscheen und innerhalb der Zitadelle wurde die Weiße Moschee errichtet. Die Rote Moschee wurde deshalb nicht mehr benötigt und zerfiel, wie bereits Evliya Çelebi Mitte des 17. Jahrhunderts berichtete.
Die Grundmaße betrugen 9,9 auf 9,1 Meter, darüber befand sich eine Konstruktion mit Holzdach. Das Minarett steht unüblicherweise links vom Eingang. Vom Minarett sind noch einige Meter bis hoch zur Galerie erhalten. Es besteht aus Schichten mit hellem Kalkstein und roten Ziegelsteinen. Vom Gebäude sind sonst nur rund einen Meter hohe Grundmauern übrig.
Die Rote Moschee wurde im Jahre 1961 zum Kulturdenkmal erklärt.